# Odds Ballklubb 2021
Questa voce raccoglie le informazioni riguardanti l'Odds Ballklubb nelle competizioni ufficiali della stagione 2021.

## Stagione
L'Odd ha chiuso la stagione al 13º posto finale, mentre l'avventura nel Norgesmesterskapet si è chiusa al quarto turno, con l'eliminazione subita per mano del Molde. Il calciatore più utilizzato in stagione è stato Conrad Wallem, a quota 34 presenze tra tutte le competizioni; Mushaga Bakenga è stato invece il miglior marcatore, grazie ai suoi 11 gol (tutti realizzati in campionato).

## Maglie e sponsor
Lo sponsor tecnico per la stagione 2021 è stato Hummel, mentre lo sponsor ufficiale è stato SpareBank 1. La divisa casalinga era composta da una maglietta bianca con inserti neri, pantaloncini neri e calzettoni bianchi. Quella da trasferta era invece costituita da una maglia in due tonalità, nero e grigio, con pantaloncini bianchi e calzettoni neri.
| Casa | Trasferta |

## Rosa
| N. |                     | Ruolo | Calciatore          |
| -- | ------------------- | ----- | ------------------- |
| 1  | Norvegia (bandiera) | P     | Sondre Rossbach     |
| 2  | Norvegia (bandiera) | D     | Espen Ruud          |
| 4  | Norvegia (bandiera) | D     | Odin Bjørtuft       |
| 6  | Norvegia (bandiera) | C     | Magnus Lekven       |
| 7  | Norvegia (bandiera) | C     | Filip Jørgensen     |
| 8  | Norvegia (bandiera) | C     | Markus Kaasa        |
| 9  | Kosovo (bandiera)   | A     | Flamur Kastrati     |
| 9  | Norvegia (bandiera) | A     | Mushaga Bakenga     |
| 10 | Nigeria (bandiera)  | A     | Kachi               |
| 11 | Fær Øer (bandiera)  | A     | Gilli Rólantsson    |
| 12 | Svezia (bandiera)   | P     | Leopold Wahlstedt   |
| 13 | Norvegia (bandiera) | D     | Kevin Egell-Johnsen |
| 14 | Norvegia (bandiera) | C     | Conrad Wallem       |
| 15 | Norvegia (bandiera) | D     | Eirik Asante Gayi   |
| 16 | Norvegia (bandiera) | C     | Joshua Kitolano     |
| 18 | Norvegia (bandiera) | C     | Syver Aas           |

| N. |                     | Ruolo | Calciatore            |
| -- | ------------------- | ----- | --------------------- |
| 19 | Norvegia (bandiera) | D     | Emil Jonassen         |
| 19 | Norvegia (bandiera) | D     | Thomas Hallstensen    |
| 20 | Norvegia (bandiera) | A     | Tobias Lauritsen      |
| 21 | Norvegia (bandiera) | D     | Steffen Hagen         |
| 22 | Norvegia (bandiera) | A     | Kristoffer Larsen     |
| 23 | Norvegia (bandiera) | C     | Solomon Owusu         |
| 24 | Norvegia (bandiera) | D     | Bjørn Mæland          |
| 25 | Norvegia (bandiera) | D     | John Kitolano         |
| 26 | Norvegia (bandiera) | D     | Jesper Skau           |
| 26 | Serbia (bandiera)   | A     | Milan Jevtović        |
| 27 | Norvegia (bandiera) | A     | Dennis Gjengaar       |
| 28 | Norvegia (bandiera) | A     | Tobias Henriksen      |
| 29 | Norvegia (bandiera) | A     | Sander Svendsen       |
| 30 | Norvegia (bandiera) | P     | Peder Nygaard Klausen |
| 31 | Norvegia (bandiera) | C     | Sebastian Jørgensen   |

### Nuovi acquisti della sessione invernale 2022
I seguenti calciatori sono stati tesserati nel corso della sessione invernale 2022, ma contano delle presenze nel Norgesmesterskapet 2021-2022, pertanto vengono inseriti al solo fine statistico.
| N. |                       | Ruolo | Calciatore   |
| -- | --------------------- | ----- | ------------ |
| 3  | Norvegia (bandiera)   | D     | Josef Baccay |
| 5  | Slovacchia (bandiera) | D     | Ivan Mesík   |

| N. |                     | Ruolo | Calciatore    |
| -- | ------------------- | ----- | ------------- |
| 22 | Norvegia (bandiera) | A     | Abel Stensrud |

## Calciomercato

### Sessione invernale(dal 15/01 al 24/03)
| Arrivi | Arrivi            | Arrivi  | Arrivi     |
| R.     | Nome              | da      | Modalità   |
| ------ | ----------------- | ------- | ---------- |
| P      | Leopold Wahlstedt | Arendal | definitivo |
| C      | Magnus Lekven     |         | svincolato |
| C      | Solomon Owusu     |         | svincolato |
| C      | Conrad Wallem     |         | svincolato |
| A      | Kristoffer Larsen |         | svincolato |
| A      | Gilli Rólantsson  |         | svincolato |

| Partenze | Partenze | Partenze | Partenze |
| R.       | Nome     | a        | Modalità |
| -------- | -------- | -------- | -------- |

### Sessione primaverile(dal 29/04 al 12/05)
| Arrivi | Arrivi          | Arrivi | Arrivi   |
| R.     | Nome            | da     | Modalità |
| ------ | --------------- | ------ | -------- |
| A      | Sander Svendsen | Odense | prestito |

| Partenze | Partenze | Partenze | Partenze |
| R.       | Nome     | a        | Modalità |
| -------- | -------- | -------- | -------- |

### Sessione estiva(dal 01/08 al 31/08)
| Arrivi | Arrivi          | Arrivi          | Arrivi     |
| R.     | Nome            | da              | Modalità   |
| ------ | --------------- | --------------- | ---------- |
| D      | Emil Jonassen   | Stabæk          | definitivo |
| A      | Milan Jevtović  | Aarhus          | definitivo |
| A      | Flamur Kastrati | Kristiansund BK | definitivo |

| Partenze | Partenze        | Partenze         | Partenze   |
| R.       | Nome            | a                | Modalità   |
| -------- | --------------- | ---------------- | ---------- |
| A        | Mushaga Bakenga | Tokushima Vortis | definitivo |

### Dopo la sessione estiva
| Arrivi | Arrivi | Arrivi | Arrivi   |
| R.     | Nome   | da     | Modalità |
| ------ | ------ | ------ | -------- |

| Partenze | Partenze           | Partenze        | Partenze |
| R.       | Nome               | a               | Modalità |
| -------- | ------------------ | --------------- | -------- |
| D        | Thomas Hallstensen | Ullensaker/Kisa | prestito |

## Risultati

### Eliteserien

#### Girone di andata
| Arbitro: | C. Moen |

|                                       |           |  |
| Ipalibo 49’ Gulliksen 58’ Stengel 61’ | Marcatori |  |

| Arbitro: | Hagen (Grue) |

|                                |           |                                     |
| Storevik 36’ (aut.) Larsen 88’ | Marcatori | 2’ Mørk 44’ Ruud Tveter 50’ Jónsson |

| Arbitro: | Aslam |

|                      |           |                         |
| Hansen 9’ Skytte 47’ | Marcatori | 19’ (rig.), 44’ Bakenga |

| Arbitro: | Hafsås (Trondheim) |

|               |           |              |
| Jørgensen 90’ | Marcatori | 27’ Lindseth |

| Arbitro: | Hagenes (Flaktveit) |

|                 |           |  |
| Lehne Olsen 36’ | Marcatori |  |

| Arbitro: | Eskås (Oslo) |

|             |           |  |
| Svendsen 4’ | Marcatori |  |

| Arbitro: | Aslam |

|                        |           |  |
| Kartum 63’ Muçolli 90’ | Marcatori |  |

| Arbitro: | Hagen (Grue) |

|            |           |                              |
| Tveita 81’ | Marcatori | 49’ (rig.), 72’, 88’ Bakenga |

| Arbitro: | Amland (Bergen) |

|                                    |           |  |
| Bakenga 32’, 77’ Jos. Kitolano 54’ | Marcatori |  |

| Arbitro: | Hobber Nilsen (Oslo) |

|             |           |                                                |
| Ibrahim 67’ | Marcatori | 41’ (aut.) Solholm Johansen 50’ (rig.) Bakenga |

| Arbitro: | Hansen (Feda) |

|                              |           |                                |
| Rólantsson 38’ Lauritsen 90’ | Marcatori | 17’ Islamović 45’ Zachariassen |

| Arbitro: | Eskås (Oslo) |

|                                                              |           |  |
| Haugen 10’ Sinyan 18’ Omoijuanfo 30’, 62’ Retsius Grødem 56’ | Marcatori |  |

| Arbitro: | Saggi (Drammen) |

|                                   |           |                               |
| Kaasa 45’ Bakenga 46’, 68’ (rig.) | Marcatori | 60’ Nilsen Tangen 73’ Berisha |

| Arbitro: | Moen (Haugesund) |

|           |           |                    |
| Udahl 11’ | Marcatori | 43’ (rig.) Bakenga |

| Arbitro: | Aslam |

|                                      |           |                     |
| Lauritsen 18’, 45’, 71’ Svendsen 62’ | Marcatori | 25’ Wadji 53’ Velde |

#### Girone di ritorno
| Arbitro: | Eskås (Oslo) |

|                                                   |           |  |
| Eyjólfsson 2’ Holm 10’ Vecchia 15’, 84’ Ceide 59’ | Marcatori |  |

| Arbitro: | Hansen Grøtta |

|  |           |            |
|  | Marcatori | 9’ Stengel |

| Arbitro: | Saggi (Drammen) |

|             |           |              |
| Saltnes 32’ | Marcatori | 18’ Svendsen |

| Arbitro: | Skjerven (Kaupanger) |

|                  |           |                                     |
| Svendsen 2’, 31’ | Marcatori | 22’, 53’ Lehne Olsen 25’ Pettersson |

| Arbitro: | C. Moen |

|               |           |                                        |
| Samuelsen 33’ | Marcatori | 7’ Jos. Kitolano 56’ Ruud 71’ Svendsen |

| Arbitro: | S. Smehus Kringstad |

|            |           |                                         |
| Wallem 28’ | Marcatori | 19’, 64’ Ulland Andersen 42’ Omoijuanfo |

| Sandefjord 17 ottobre 2021, ore 17:00 22ª giornata | Sandefjord   | 0 – 0 referto | Odd | Release Arena (4.673 spett.)\| Arbitro: \| Hagen (Grue) \| |
| Arbitro:                                           | Hagen (Grue) |               |     |                                                            |

| Arbitro: | Moen (Haugesund) |

|                             |           |                                            |
| Svendsen 12’, 45’ Owusu 52’ | Marcatori | 7’ Taylor 17’ Pallesen Knudsen 63’ Heggebø |

| Arbitro: | C. Moen |

|                         |           |  |
| Mikkelsen 52’ Ebiye 83’ | Marcatori |  |

| Arbitro: | Hagenes (Flaktveit) |

|                        |           |                       |
| Kaasa 7’ Lauritsen 11’ | Marcatori | 80’, 82’ Olden Larsen |

| Arbitro: | Saggi (Drammen) |

|                         |           |                                     |
| Wallem 1’ Lauritsen 64’ | Marcatori | 4’ Øwre Gjertsen 48’, 54’, 77’ Mawa |

| Arbitro: | Hansen Grøtta |

|              |           |         |
| Salétros 70’ | Marcatori | 84’ Aas |

| Arbitro: | Hagen (Grue) |

|               |           |                            |
| Lauritsen 34’ | Marcatori | 4’ Holm 75’ (rig.) Bjørdal |

| Arbitro: | Amland (Bergen) |

|                                                   |           |              |
| Sebulonsen 45’ Berisha 59’ (rig.) Friðjónsson 76’ | Marcatori | 3’ Jørgensen |

| Arbitro: | Saggi (Drammen) |

|                                   |           |            |
| Wallem 18’ Ruud 76’ Lauritsen 84’ | Marcatori | 67’ Haugen |

### Norgesmesterskapet
| Arbitro: | Johannessen |

|  |           |               |
|  | Marcatori | 89’ Lauritsen |

| Arbitro: | Koløy |

|  |           |                |
|  | Marcatori | 36’ Rólantsson |

| Arbitro: | Steen (Bergen) |

|  |           |                                |
|  | Marcatori | 20’ Jevtović 58’, 60’ Svendsen |

| Arbitro: | Hagen (Grue) |

|                                             |           |                               |
| Ulland Andersen 82’ Fofana 116’ Haugen 118’ | Marcatori | 12’ Jørgensen 105’ Rólantsson |

## Statistiche

### Statistiche di squadra
| Competizione       | Punti | In casa | In casa | In casa | In casa | In casa | In casa | In trasferta | In trasferta | In trasferta | In trasferta | In trasferta | In trasferta | Totale | Totale | Totale | Totale | Totale | Totale | DR  |
| Competizione       | Punti | G       | V       | N       | P       | Gf      | Gs      | G            | V            | N            | P            | Gf           | Gs           | G      | V      | N      | P      | Gf     | Gs     | DR  |
| ------------------ | ----- | ------- | ------- | ------- | ------- | ------- | ------- | ------------ | ------------ | ------------ | ------------ | ------------ | ------------ | ------ | ------ | ------ | ------ | ------ | ------ | --- |
| Eliteserien        | 33    | 15      | 5       | 4       | 6       | 30      | 29      | 15           | 3            | 5            | 7            | 14           | 29           | 30     | 8      | 9      | 13     | 44     | 58     | -14 |
| Norgesmesterskapet | -     | 0       | 0       | 0       | 0       | 0       | 0       | 4            | 3            | 0            | 1            | 7            | 3            | 4      | 3      | 0      | 1      | 7      | 3      | +4  |
| Totale             | -     | 15      | 5       | 4       | 6       | 30      | 29      | 19           | 6            | 5            | 8            | 21           | 32           | 34     | 11     | 9      | 14     | 51     | 61     | -10 |

### Andamento in campionato
| Giornata  | 1  | 2  | 3  | 4  | 5  | 6  | 7  | 8  | 9  | 10 | 11 | 12 | 13 | 14 | 15 | 16 | 17 | 18 | 19 | 20 | 21 | 22 | 23 | 24 | 25 | 26 | 27 | 28 | 29 | 30 |
| --------- | -- | -- | -- | -- | -- | -- | -- | -- | -- | -- | -- | -- | -- | -- | -- | -- | -- | -- | -- | -- | -- | -- | -- | -- | -- | -- | -- | -- | -- | -- |
| Luogo     | T  | C  | T  | C  | T  | C  | T  | T  | C  | T  | C  | T  | C  | T  | C  | T  | C  | T  | C  | T  | C  | T  | C  | T  | C  | C  | T  | C  | T  | C  |
| Risultato | P  | P  | N  | N  | P  | V  | P  | V  | V  | V  | N  | P  | V  | N  | V  | P  | P  | N  | P  | V  | P  | N  | N  | P  | N  | P  | N  | P  | P  | V  |
| Posizione | 15 | 14 | 15 | 15 | 15 | 14 | 15 | 14 | 10 | 9  | 10 | 11 | 11 | 11 | 9  | 10 | 10 | 11 | 11 | 10 | 10 | 10 | 10 | 13 | 12 | 12 | 12 | 13 | 13 | 13 |

Fonte:  Eliteserien 2021, su altomfotball.no, Altomfotball.
Legenda:

Luogo: C = Casa; T = Trasferta. Risultato: V = Vittoria; N = Pareggio; P = Sconfitta.

### Statistiche dei giocatori
| Giocatore          | Eliteserien | Eliteserien | Eliteserien | Eliteserien | Norgesmesterskapet | Norgesmesterskapet | Norgesmesterskapet | Norgesmesterskapet | Coppe europee | Coppe europee | Coppe europee | Coppe europee | Altre coppe | Altre coppe | Altre coppe | Altre coppe | Totale   | Totale | Totale      | Totale     |
| Giocatore          | Presenze    | Reti        | Ammonizioni | Espulsioni  | Presenze           | Reti               | Ammonizioni        | Espulsioni         | Presenze      | Reti          | Ammonizioni   | Espulsioni    | Presenze    | Reti        | Ammonizioni | Espulsioni  | Presenze | Reti   | Ammonizioni | Espulsioni |
| ------------------ | ----------- | ----------- | ----------- | ----------- | ------------------ | ------------------ | ------------------ | ------------------ | ------------- | ------------- | ------------- | ------------- | ----------- | ----------- | ----------- | ----------- | -------- | ------ | ----------- | ---------- |
| S. Aas             | 11          | 1           | 1           | 0           | 4                  | 0                  | 0                  | 0                  |               |               |               |               |             |             |             |             | 15       | 1      | 1           | 0          |
| J. Baccay          | -           | -           | -           | -           | 1                  | 0                  | 0                  | 0                  |               |               |               |               |             |             |             |             | 1        | 0      | 0           | 0          |
| M. Bakenga         | 11          | 11          | 4           | 0           | 0                  | 0                  | 0                  | 0                  |               |               |               |               |             |             |             |             | 11       | 11     | 4           | 0          |
| O. Bjørtuft        | 28          | 0           | 2           | 0           | 3                  | 0                  | 0                  | 0                  |               |               |               |               |             |             |             |             | 31       | 0      | 2           | 0          |
| K. Egell-Johnsen   | 2           | 0           | 0           | 0           | 2                  | 0                  | 0                  | 0                  |               |               |               |               |             |             |             |             | 4        | 0      | 0           | 0          |
| E. Gayi            | 0           | 0           | 0           | 0           | 0                  | 0                  | 0                  | 0                  |               |               |               |               |             |             |             |             | 0        | 0      | 0           | 0          |
| D. Gjengaar        | 0           | 0           | 0           | 0           | 0                  | 0                  | 0                  | 0                  |               |               |               |               |             |             |             |             | 0        | 0      | 0           | 0          |
| S. Hagen           | 7           | 0           | 0           | 0           | 1                  | 0                  | 0                  | 0                  |               |               |               |               |             |             |             |             | 8        | 0      | 0           | 0          |
| T. Hallstensen     | 1           | 0           | 0           | 0           | 1                  | 0                  | 0                  | 0                  |               |               |               |               |             |             |             |             | 2        | 0      | 0           | 0          |
| T. Henriksen       | 0           | 0           | 0           | 0           | 0                  | 0                  | 0                  | 0                  |               |               |               |               |             |             |             |             | 0        | 0      | 0           | 0          |
| M. Jevtović        | 11          | 0           | 1           | 0           | 2                  | 1                  | 1                  | 0                  |               |               |               |               |             |             |             |             | 13       | 1      | 2           | 0          |
| E. Jonassen        | 4           | 0           | 0           | 0           | 0                  | 0                  | 0                  | 0                  |               |               |               |               |             |             |             |             | 4        | 0      | 0           | 0          |
| F. Jørgensen       | 25          | 0           | 0           | 0           | 2                  | 0                  | 0                  | 0                  |               |               |               |               |             |             |             |             | 27       | 0      | 0           | 0          |
| S. Jørgensen       | 0           | 0           | 0           | 0           | 0                  | 0                  | 0                  | 0                  |               |               |               |               |             |             |             |             | 0        | 0      | 0           | 0          |
| M. Kaasa           | 30          | 2           | 3           | 0           | 2                  | 0                  | 0                  | 0                  |               |               |               |               |             |             |             |             | 32       | 2      | 3           | 0          |
| Kachi              | 5           | 0           | 0           | 0           | 1                  | 0                  | 0                  | 0                  |               |               |               |               |             |             |             |             | 6        | 0      | 0           | 0          |
| F. Kastrati        | 13          | 0           | 1           | 0           | 1                  | 0                  | 0                  | 0                  |               |               |               |               |             |             |             |             | 14       | 0      | 1           | 0          |
| Joh. Kitolano      | 27          | 0           | 6           | 0           | 3                  | 0                  | 2                  | 0                  |               |               |               |               |             |             |             |             | 30       | 0      | 8           | 0          |
| Jos. Kitolano      | 28          | 2           | 6           | 0           | 4                  | 0                  | 0                  | 0                  |               |               |               |               |             |             |             |             | 32       | 2      | 6           | 0          |
| K. Larsen          | 20          | 1           | 0           | 0           | 2                  | 0                  | 0                  | 0                  |               |               |               |               |             |             |             |             | 22       | 1      | 0           | 0          |
| T. Lauritsen       | 29          | 8           | 1           | 0           | 3                  | 1                  | 0                  | 0                  |               |               |               |               |             |             |             |             | 32       | 9      | 1           | 0          |
| M. Lekven          | 25          | 0           | 0           | 0           | 2                  | 0                  | 0                  | 0                  |               |               |               |               |             |             |             |             | 27       | 0      | 0           | 0          |
| B. Mæland          | 0           | 0           | 0           | 0           | 0                  | 0                  | 0                  | 0                  |               |               |               |               |             |             |             |             | 0        | 0      | 0           | 0          |
| I. Mesík           | -           | -           | -           | -           | 1                  | 0                  | 0                  | 0                  |               |               |               |               |             |             |             |             | 1        | 0      | 0           | 0          |
| P. Nygaard Klausen | 0           | 0           | 0           | 0           | 0                  | 0                  | 0                  | 0                  |               |               |               |               |             |             |             |             | 0        | 0      | 0           | 0          |
| S. Owusu           | 18          | 1           | 1           | 0           | 4                  | 0                  | 0                  | 0                  |               |               |               |               |             |             |             |             | 22       | 1      | 1           | 0          |
| G. Rólantsson      | 20          | 1           | 3           | 0           | 4                  | 2                  | 1                  | 0                  |               |               |               |               |             |             |             |             | 24       | 3      | 4           | 0          |
| S. Rossbach        | 17          | -32         | 0           | 0           | 0                  | 0                  | 0                  | 0                  |               |               |               |               |             |             |             |             | 17       | -32    | 0           | 0          |
| E. Ruud            | 21          | 2           | 1           | 0           | 3                  | 0                  | 0                  | 0                  |               |               |               |               |             |             |             |             | 24       | 2      | 1           | 0          |
| J. Skau            | 0           | 0           | 0           | 0           | 0                  | 0                  | 0                  | 0                  |               |               |               |               |             |             |             |             | 0        | 0      | 0           | 0          |
| A. Stensrud        | -           | -           | -           | -           | 1                  | 0                  | 0                  | 0                  |               |               |               |               |             |             |             |             | 1        | 0      | 0           | 0          |
| S. Svendsen        | 28          | 8           | 1           | 0           | 3                  | 2                  | 0                  | 0                  |               |               |               |               |             |             |             |             | 31       | 10     | 1           | 0          |
| L. Wahlstedt       | 13          | -26         | 1           | 0           | 4                  | -3                 | 0                  | 0                  |               |               |               |               |             |             |             |             | 17       | -29    | 1           | 0          |
| C. Wallem          | 30          | 3           | 3           | 0           | 4                  | 0                  | 1                  | 0                  |               |               |               |               |             |             |             |             | 34       | 3      | 4           | 0          |